# 山田和
山田 和（やまだ かず、男性、1946年3月14日 - ）は、日本のノンフィクション作家。
富山県砺波市生まれ。1973年より福音館書店勤務。1993年退社しノンフィクション作家となる。1996年『インド ミニアチュール幻想』を刊行し、講談社ノンフィクション賞受賞。2008年『知られざる魯山人』で大宅壮一ノンフィクション賞受賞。地元の新聞記者だった父親が北大路魯山人と親しかった。

## 著書
- インドの大道商人 平凡社 1991年、講談社文庫  1999年
- インドミニアチュール幻想 平凡社 1996年、文春文庫　2009年
- インド旅の本   平凡社〈コロナブックス〉 1997年。図版本
- インド旅の雑学ノート 熱闘編 ダイヤモンド社 1997年
- インド旅の雑学ノート 驚愕編　ダイヤモンド社 1998年
- インド不思議研究 発毛剤から性愛の奥義まで　平凡社 2002年
- インド大修行時代　講談社文庫 2002年
- 瀑流 文藝春秋 2002年。富山・庄川が舞台の小説
- 21世紀のインド人 カーストvs世界経済　平凡社　2004年
- 知られざる魯山人 文藝春秋　2007年／文春文庫　2011年
- 魯山人の美食　食の天才の献立　平凡社新書　2008年
- 魯山人の書　宇宙に字を書け砂上に字を習え　平凡社　2010年
- 夢境 北大路魯山人の作品と軌跡　淡交社　2015年
- 魯山人 美食の名言　平凡社新書　2017年

## 翻訳
- 喪失の国、日本　インド・エリートビジネスマンの「日本体験記」 
M.K.シャルマ/山田和訳 文藝春秋 2001年/文春文庫2004年